# Хейдрун (месторождение)
Хейдрун — нефтегазовое месторождение в акватории Норвежского моря. Открыто в 1985 году. Освоение началось в 1995 году. Глубина моря в районе 350 метров.
Начальные запасы нефти на месторождении оценены в 1130 млн баррелей или 180 млн тонн, а запасы природного газа — 30 млрд м³.
Оператор Хейдруна является норвежская компания StatoilHydro. Добыча нефти на месторождении в 2006 г. — составила 8 млн тонн. Добыча газа достигла 1,2 млрд м³ в год.
Добытую нефть Хейдруна перевозят танкерами на терминал Мунстадт (близ Бергена). Около 2 млн м³ газа поступает ежесуточно через трубопровод Хальтенпайп в промышленный комплекс Тьелбе.